# Флаксвейлер
Флаксвейлер (люкс. Fluessweiler, фр. Flaxweiler) — коммуна в Люксембурге, располагается в округе Гревенмахер. Коммуна Флаксвейлер является частью кантона Гревенмахер. В коммуне находится одноимённый населённый пункт.
Население составляет 1667 человек (на 2008 год), в коммуне располагаются 557 домашних хозяйств. Занимает площадь 30,17 км² (по занимаемой площади 19 место из 116 коммун). Наивысшая точка коммуны над уровнем моря составляет 387 м. (72 место из 116 коммун), наименьшая 208 м. (31 место из 116 коммун).

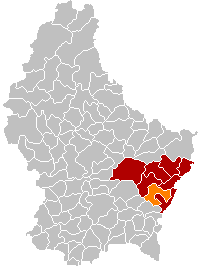
Оранжевый цвет - коммуна Флаксвейлер, красный - кантон Гревенмахер.